# Kenneth Alexander Macdonald Tomory
Kenneth Alexander Macdonald Tomory, britanski general, * 1891, † 1968.